# Kevin Penkin
Kevin Penkin (Perth, 22 de maio de 1992) é um compositor australiano. Ele é conhecido por ter sido o compositor da adaptação para anime do mangá Made in Abyss, que ganhou a categoria de "melhor anime do ano" na edição de 2017 do Crunchyroll Anime Awards. Penkin atualmente compõe trilhas sonoras para jogos eletrônicos e animes.

## Biografia
Kevin Penkin cresceu em Perth, na Austrália. Ele começou a se interessar em músicas de jogos após ouvir "Phendrana Drifts", a música tema de Metroid Prime, de 2002. Em uma entrevista dada por ele em 2012, ele se referiu aos sintetizadores eletrônicos e aos instrumentos acústicos da música tema como "a felicidade absoluta".
Penkin começou sua carreira com créditos de composição nos curtas de 2011 Play Lunch e The Adventures of Chipman e Biscuit Boy. No mesmo ano, Penkin compôs a trilha sonora do jogo Jūzaengi: Engetsu Sangokuden (十三支演義~偃月三国伝~); Essa trilha sonora representou a primeira colaboração de Penkin com Nobuo Uematsu, o compositor da série Final Fantasy. Penkin continuou a colaborar com o Uematsu em títulos como Norn9 e Defender's Quest II: Mists of Ruin.
Em 2015, Penkin formou-se com um mestrado em composições para telas no Royal College of Music.
Em 2016, Penkin colaborou com o estúdio japonês Kinema Citrus no anime Norn9 e na trilha sonora do OVA Under the Dog. Penkin continuou trabalhando com a Kinema Citrus em 2017, compondo a trilha sonora de Made in Abyss, que obteve a pontuação máxima e o título de melhor anime do ano no Crunchyroll Anime Awards. Em 2018, Penkin compôs a trilha sonora do jogo Florence. Em 2019, Penkin compôs a trilha sonora da adaptação para anime de Tate no Yūsha no Nariagari, produzida pela Kinema Citrus, e para o jogo de realidade virtual Nostos, produzido pela NetEase.

## Trabalhos

### Curta-metragens
- Play Lunch (2011);
- The Adventures of Chipman e Biscuit Boy (2011);

### Jogos
- Jūzaengi: Engetsu Sangokuden (十三支演義~偃月三国伝~) (2011);
- Norn9 Norun+Nonetto (NORN9 ノルン＋ノネット) (2013);
- Deemo (2013);
- Project Phoenix (2014);
- Necrobarista (2017);
- Cytus II (2017);
- Florence (2018);
- Nostos (2019);

### Animes
- Norn9 Norun+Nonetto (NORN9 ノルン＋ノネット) (2016);
- Made in Abyss;
- Tate no Yūsha no Nariagari (2019);
- Tower of God (2020);

### OVAs
- Under the Dog (2016);